# Îlet Partegora
L'îlet Partegora (en italien : isolino Partegora) est une île d'Italie du lac Majeur appartenant administrativement à Angera.

## Géographie
Elle s'étend sur une centaine de mètres de longueur pour une largeur approximative de 47 m. 

## Histoire
Selon la tradition, les saints frères Jules et Julien d'Orta s'y arrêtèrent. Fatigués de leur errance à travers l'Italie où ils établissaient des églises, ils voulaient construire sur l'île une maison pour y attendre l'appel de Dieu. Mais un matin, Julien aurait entendu un esprit prophétique qui lui aurait signifié qu'un loup et un renard viendraient les dévorer sur l'île... Ils quittent alors l'île... 
Cependant, Partegora est surtout célèbre pour une importante découverte scientifique en 1776. En effet, le 4 novembre de cette année-là, Alessandro Volta, invité de la famille Castiglioni, remarque dans la partie nord de l'île, des bulles de gaz venues du fond boueux. Il les collecte dans des bouteilles puis, après quelques expériences, il réussit à en provoquer la combustion. Il appelle alors sa découverte Aria infiammabile (air inflammable), ce qui est aujourd'hui connu sous le nom de méthane.